# Flecha Valona 1953
La Flecha Valona 1953 se disputó el 2 de mayo de 1953, y supuso la edición número 17 de la carrera. El ganador fue el belga Stan Ockers. El suizo Ferdi Kübler y el italiano Loretto Petrucci fueron segundo y tercero respectivamente. 

## Clasificación final
| Pos. | Ciclista              | Equipo       | Tiempo   |
| ---- | --------------------- | ------------ | -------- |
| 1    | Stan Ockers           | Peugeot      | 6h24'25" |
| 2    | Ferdi Kübler          | Tebag        | a 44"    |
| 3    | Loretto Petrucci      | Lygie        | s.t.     |
| 4    | Jan De Valck          | Garin-Wolber | s.t.     |
| 5    | Raymond Impanis       | Garin-Wolber | s.t.     |
| 6    | Jan Storms            | Girardengo   | s.t.     |
| 7    | Edward Peeters        | Garin-Wolber | s.t.     |
| 8    | Alexandre Close       | Allegro      | s.t.     |
| 9    | Frans Gielen          | Alpa         | s.t.     |
| 10   | Robert van Den Stockt | Peugeot      | s.t.     |